# Leith Brodie
Leith Brodie (* 16. Juli 1986 in Kempsey, New South Wales) ist ein ehemaliger australischer Schwimmer. Er erhielt 2008 zwei olympische Bronzemedaillen und bei Weltmeisterschaften auf der 50-Meter-Bahn eine Bronzemedaille.

## Sportliche Karriere
Der 1,87 Meter Große Leith Brodie schwamm für den Albany Creek Swim Club.
Bei den Kurzbahnweltmeisterschaften 2004 belegte er den achten Platz über 200 Meter Lagen. 2005 bei den Weltmeisterschaften in Montreal gewann die 4-mal-100-Meter-Freistilstaffel mit Michael Klim, Andrew Mewing, Leith Brodie und Patrick Murphy die Bronzemedaille hinter den Staffeln aus den Vereinigten Staaten und aus Kanada. Über 200 Meter Lagen schied er im Halbfinale aus.
Im März 2006 bei den Commonwealth Games in Melbourne wurde Brodie Vierter über 200 Meter Lagen. Im April bei den Kurzbahnweltmeisterschaften in Shanghai belegte er den siebten Platz über 400 Meter Lagen und den vierten Platz über 200 Meter Lagen. Bei den Pan Pacific Swimming Championships 2006 im kanadischen Victoria gewann Brodie Silber mit der 4-mal-100-Meter-Freistilstaffel und Bronze mit der 4-mal-200-Meter-Freistilstaffel. Im Jahr darauf schied Brodie bei den Weltmeisterschaften in Melbourne als Zehnter im Halbfinale über 200 Meter Lagen aus.
Im April 2008 bei den Kurzbahnweltmeisterschaften in Manchester wurde die australische 4-mal-100-Meter-Freistilstaffel Fünfte in der Besetzung Leith Brodie, Grant Brits, Kirk Palmer und Kenrick Monk. Über 100 Meter Lagen und über 200 Meter Lagen erschwamm Brodie jeweils den vierten Platz. Bei den Olympischen Spielen 2008 in Peking wurde zunächst die 4-mal-100-Meter-Freistilstaffel ausgetragen. Andrew Lauterstein, Leith Brodie, Patrick Murphy und Matt Targett erreichten die drittschnellste Vorlaufzeit. Im Finale schwammen Eamon Sullivan, Andrew Lauterstein, Ashley Callus und Matt Targett auf den dritten Platz hinter USA und Frankreich. Brodie und Murphy erhielten eine Bronzemedaille für ihren Einsatz im Vorlauf. Am Tag nach dem Finale in der kurzen Freistilstaffel waren die Vorläufe der 4-mal-200-Meter-Freistilstaffel angesetzt. Nick Ffrost, Grant Brits, Kirk Palmer und Leith Brodie erreichten den Finaleinzug mit der fünftschnellsten Vorlaufzeit. Im Endlauf schwammen Patrick Murphy, Grant Hackett, Grant Brits und Nick Ffrost über drei Sekunden schneller als ihre Kollegen im Vorlauf und wurden Dritte hinter dem US-Quartett und den Russen. Brodie startete auch über 200 Meter Lagen, er wurde 14. im Halbfinale.
Im Jahr darauf bei den Weltmeisterschaften in Rom schlug Brodie über 200 Meter Lagen als Fünfter an. Über 400 Meter Lagen wurde er 14. im Vorlauf. Bei den Pan Pacific Swimming Championships 2010 in Irvine gewann Brodie die Bronzemedaille mit der 4-mal-200-Meter-Freistilstaffel. Über 200 Meter Lagen wurde er Sechster. Bei den Commonwealth Games in Neu-Delhi wurde Brodie Dritter über 200 Meter Lagen mit 0,14 Sekunden Rückstand auf den zweitplatzierten Engländer Joseph Roebuck. Die 4-mal-200-Meter-Freistilstaffel erkämpfte die Goldmedaille, hier war Brodie im Vorlauf dabei.